# 特警009
《特警009》（英語：Interpol）是1967年上映的一部香港電影，由中平康执导以及编剧，杜鹃等領銜主演。特警009陳天宏（唐菁飾）奉命赴菲律賓偵查同僚被殺一案，經查得知此案牽涉一批偽造美鈔，故陳天宏輾轉到香港繼續查案，下機即搭上歌女周萍萍（沈依飾），但被一妙齡女郎鄭白蘭（杜娟飾）跟蹤，爾後陳天宏反跟蹤對方，獲悉鄭白蘭即為國際偽鈔集團成員，並在搭檔黃毛（李昆）協助下搶得一批偽鈔；鄭白蘭得知偽鈔被搶，親自上門至陳天宏下塌之酒店訪陳，不惜犧牲肉體，卻查得陳為特警，匆忙趕回偽鈔集團大本營，陳天宏與黃毛趕去，不慎失手遭擒，被囚於放下定時炸彈的印刷廠…

## 劇情簡介
一位警察为了调查假钞案于是来到菲律宾，不过在这之中，他却遇到了其他的事情……
不过最后，这位警察还是通过自己的努力，将犯罪团伙绳之以法。

## 演员
- 杜娟
- 唐菁
- 沈依
- 金霏
- 谷峰
- 金天柱
- 胡同
- 曾楚霖
- 李昆
- 张佩山
- 房勉
- 何莉莉
- 王清河

## 備註
1. ↑  张愉等. . 2019年.
2. ↑  廖金鳳. . 2003年.
3. ↑  . 2000年.
4. ↑  姚忠在. . 2017年.
5. ↑  . 1997年.

## 相關連結
- 互联网电影数据库（IMDb）上《特警009》的资料（英文）
- 豆瓣电影上《特警009》的資料 （简体中文）
- 香港影庫上《特警009》的資料（繁體中文）